# Hemieuxoa conchidia
Hemieuxoa conchidia är en fjärilsart som beskrevs av Butler 1882. Hemieuxoa conchidia ingår i släktet Hemieuxoa och familjen nattflyn. Inga underarter finns listade.